# ناحیه آلدان
ناحیه آلدان (به لاتین: Aldansky District) یک منطقهٔ مسکونی در روسیه است که در یاقوتستان واقع شده‌است.